# Seleção Brasileira Militar Masculina de Futebol
A Seleção Brasileira Militar Masculina de Futebol, também chamada de Seleção Brasileira Masculina de Futebol Militar, é a equipe que representa o Brasil nas competições internacionais militares de futebol.

## Conquistas
Jogos Mundiais Militares
- Medalha de Bronze - Jogos Mundiais Militares do Rio de Janeiro-2011

Copa do Mundo
- 4o Lugar - 1 vez (1957)

Copa América
- Campeão - 2 Vezes (2007 e 2009)
- 2o Lugar - 1 vez (2005)

Outros Torneios
- 1o Lugar - Torneio das Américas (2010[3])